# Русский драматический театр имени А. П. Чехова
Государственный русский драматический театр имени А. П. Чехова (рум. Teatrul Național Dramatic Rus „Anton Cehov” din Chișinău) — театр в Кишинёве, столице Молдавии.

## История
Театр был основан в Тирасполе 5 ноября 1934 года. Организатором театра и его первым директором был М. П. Зубов.
Первая премьера — «Ненависть» П.Яльцева, её постановку осуществил первый художественный руководитель театра Г. Я. Назаровский. Позже были поставлены «Любовь Яровая» К. А. Тренёва (1936), «На дне» М.Горького (1937), «Как закалялась сталь» Н. А. Островского (1938), «Горе от ума» А. С. Грибоедова (1938), «Разлом» Б. А. Лавренёва (1939), «Платон Кречет» А.Корнейчука (1941), «Ревизор» Н. В. Гоголя (1941) и др.
В 1940 театр переехал в Кишинёв в помещение бывшего городского театра «Экспресс». Период 1940 — начала 1941 гг., предшествующий началу военных действий на территории Молдавии, были достаточно сложными для функционирования театра. Коллектив много гастролировал по республике, в первые дни войны театр временно закрывается. Часть мужского состава актёрской труппы театра уходит в армию, другая часть эвакуируется; некоторые артисты, оказавшись в районах тыла СССР, вошли в состав Молдавского ансамбля песни и пляски, в концертные бригады.
В начале Великой Отечественной войны (1941—1942) театр переехал в Одессу, оттуда был эвакуирован в город Черкесск Черкесской автономной области РСФСР. В августе 1942 года немецко-фашистские силы оккупируют Черкесск, и театр переезжает в Мары (Туркменской ССР), где выступает с концертами и спектаклями по госпиталям, оборонным заводам и колхозам. Почти год (1942—1943) объединённый театр возглавлял директор А. Лукьянов, а в 1943 был совершен акт передачи дел театра от А. Лукьянова к В. Аксенову, который 24 марта 1943 был зачислен в состав театра на должность художественного руководителя. Самой значительной работой труппы в тот период стали спектакли «В степях Украины» (1942) А.Корнейчука, «Русские люди» (по пьесе К. Симонова) (1942), «Наталка Полтавка» (1943) И. Котляревского.
В 1944 после освобождения Молдавии в ходе Ясско-Кишинёвской операции театр вернулся в Кишинёв и сразу начал показывать спектакли. В репертуаре тогда были «Офицер флота» А. А. Крона (1944), «Волки и овцы» (1945) А. Н. Островского, «Так и будет» (1945) К. Симонова, «Домик в Черкизове» (1945) А. Арбузова. Своей главной задачей театр считал показать героя прошедшего войну и устремлённого в будущее. Решающим фактором в выборе пьесы была тематика. Это являлось критерием общественной активности театра. На отклонения от намеченной общей для всех линии, немедленно реагировали вышестоящие органы.
С 1945 театр располагается в помещении бывшей Кишинёвской хоральной синагоги — главного еврейского молельного дома города, воздвигнутого в 1913, общей площадью в 1350 квадратных метров и реконструированого в 1966 по проекту архитектора Романа Бекесевича.
Театр много гастролирует по Молдавии. Спектакли играются в полях, на машинах, на площадях. Из классической и современной драматургии были поставлены: «Дамская война» (1945) Э. Скриба, «Кому подчиняется время» (1946) Братья Тур и Л. Шейнин, «Любовь Яровая» (1947) К. Тренёва, «Глубокие корни» (1948) Л. Гоу и Д. Юсо, «Машенька» А. Н. Афиногенова, «Без вины виноватые» (1948) А. Н. Островского, «Слава» (1948) В. Гусева, «Цель жизни» (1949) братьев Тур, «Московский характер» (1949) А. Софронова, «Обыкновенный человек» (1949) Л. Леонова, «Семья» (1950) И. Попова, «Укрощение строптивой» (1950) У. Шекспира, «Кандидат партии» (1951) А. Крона, «Анна Каренина» (1951) по Л. Н. Толстому, «Битва за жизнь» (1951) М. Шатрова, «Мещане» (1952) М. Горького, «Незабываемый 1919» (1952) В. Вишневского, «С любовью не шутят» (1953) П. Кальдерона, «Дядя Ваня» (1954) А. П. Чехова, «Персональное дело» (1955) А. Штейна, «Пигмалион» (1956) Б. Шоу, «Чудесный сплав» (1956) В. Киршона, «Деревья умирают стоя» (1956) А. Касона, «Безымянная звезда» (1957) М. Себастиана, «Кремлёвские куранты» (1957) Н. Погодина, «На всякого мудреца довольно простоты» (1958) А. Н. Островского, «Уриель Акоста» (1958) К. Гуцкова, «Сонет Петрарки» (1958) Н. Погодина, «Человек в отставке» (1958) А. Софронова, «Каменное гнездо» (1959) К. Вуолийока, «Сонет Петрарки» (1959) Н. Погодина, «Когда зреет виноград» (1959) П. Дариенко, «Пушкин в Молдавии» (1959) А. Комаровского и А. Сумарокова, «Семья» (1959) И. Попова, «Иркутская история» (1960) А. Арбузова и другие.
1960-е годы принесли театру раскрепощение творческой инициативы. Ослабление идеологического каркаса позволило свободнее проявиться органическим свойствам. Театр двигался вместе со временем. «Иванов» (1961) А. Чехова, «Коллеги» (1962) В. Аксёнова, «Мост и скрипка» (1965) Л. Дворецкого, «Госпожа министерша» (1965) Б. Нушича, «Марсельеза» (1966) П. Дариенко и Ю. Колесникова, «Затейник» (1966) В. Розова, «Звонок в пустую квартиру» (1968) Д. Угрюмова, «Варшавская мелодия» (1967) Л. Зорина, «Традиционный сбор» (1968) В. Розова, «Три сестры» (1968) А. Чехова, «Миллионерша» (1968) Б. Шоу, «Стеклянный зверинец» (1968) Т. Уильямса, «Мёртвые без погребения» (1968) Ж.-П.Сартра, «Трамвай „Желания“» (1970) Т. Уильямса, «Валентин и Валентина» (1972) М. Рощина, «Пять вечеров» (1971) А. М. Володина, «Старший сын» (1972) А. Вампилов, «Судья» (1973) Г. Хухашвили, «Красавец-мужчина» (1973) А. Островского, «Проснись и пой» (1973) М. Дьярфаша, «Вишнёвый сад» (1973) А. Чехова, «Благочестивая Марта» (1974) Тирсо де Молина, «Девять мгновений» (1975) по А. П. Чехову, «Мария Стюарт» (1975) Ф. Шиллера, «Прошлым летом в Чулимске» (1975) А. Вампилова, «Маленькие трагедии» (1976) А. С. Пушкина, «Бумбараш» (1978) по А. Гайдару, «Женитьба» (1978) Н. В. Гоголя, «Взрослая дочь молодого человека» (1979) В. Славкина. Эти годы для Русского театра им А. П. Чехова отмечены, за исключением нескольких лет, творческим подъёмом. К театру возник широкий интерес: в зрительном зале появились студенты, интеллигенция, что, естественно, незамедлительно повысило уровень требований и ожиданий.
Театр много гастролирует по Советскому Союзу и Молдавии. Его спектакли высоко оценивают зрители. «Тихий Дон» (1980) по Шолохову, «Кошка на раскалённой крыше» (1981) Т. Уильямса, «Чайка» (1982) А. П. Чехова, «Отпуск по ранению» (1983) по В.Кондратьеву, «Школа жён» (1984) Ж.-Б. Мольера, «Страх и отчаянье в третьей империи» (1985) Б. Брехта, «ОБЭЖ» (1985) Б. Нушича, «Филумена Мартурано» (1986) Э. де Филиппо, «Счастливый день» (1986) А.Н Островского, «Рыжая кобыла с колокольчиком» (1987) И. Друцэ, «Супружеская идиллия» (1987) Чаринэ и Джованни, «Свалка» (1989) А.Дударева, «Поминальная молитва» (1989) Гр. Горина, «В открытом море» (1989) С. Мрожека, «Банкрот» (1990) А. Н. Островского и другие.
С начала 1990-х годов, в результате разного рода объективных и субъективных причин — характер международных отношений Республики Молдова, скудость бюджетных ассигнований на культуру, назначение на руководящие посты театра людей далеких от искусства, желающих приватизировать здание театра и его службы, отсутствие гастролей, притока новых кадров — для театра наступили трудные времена. Но новые спектакли появляются и зал всегда полон.
«Убийство Гонзаго» (1991) Н. Йорданова, «Дядя Ваня» (1992) А. П. Чехова, «Дамы и Господа» (1993) по А. П. Чехову, «Дикарь» (1995) А. Касона, «Остановите самолёт — я слезу!» (1997) по Э. Севеле, «Самоубийца» (1997) Н. Эрдмана, «Крепкий чай после долгой игры» (1997) С. Моэма, «Любовь и Ненависть» (1998) по В. Гюго, «Апостол Павел» (1998) И. Друцэ, «Семейная жизнь с посторонним, или именины с костылями» (1998) С. Лобозерова, «Вечер» (1999) А. Дударева, «Доходное место» (1999) А. Н. Островского, «Сердцу не прикажешь» (2000) по И. В. Гёте, «Женитьба» (2000) Н. В. Гоголя, «Я очень люблю тебя, мама!» (2000) Н. Птушкиной.
В начале 2000-х годов были назначены новые некомпетентные руководители театра, которые усугубили кризисную ситуацию. Ощущение нестабильности, невозможности ориентироваться на высокие образцы русского театрального искусства резко снизили профессиональный уровень спектаклей. Но театр продолжает жить и ставить спектакли. «Вишнёвый сад» А. П. Чехова, «Преступление на острове Коз» У. Бетти, «Ужин по-французски» М. Камолетти, «№ 13 (Беспорядок)» Р. Куни, «Ненормальная» Н. Птушкиной, «Слишком женатый таксист» Р. Куни, «Хишница» А. Мардань, «Хочу замуж..!» А. Н. Островского, «Собака» В. Красногоров, «И будет вам счастье» Л. Улицкая, «Вечно живые» В. Розова, «Страсти по Андрею» по А. П. Чехову, «Свободная любовь» Л. Герша, «Браки поневоле, или школа жен и мужей» Ж.-Б. Мольера, «Халам Бунду или заложники любви» Ю. Полякова и другие.
Театр никогда не забывал о юных зрителях, которых постоянно знакомил с произведениями русской классики, со сказками народов мира и русскими народными сказками. «Снежная королева» (1967) Е. Шварца, «Фэт Фрумос — золотые кудри» (1974) В. Гольдфельда, «Аленький цветочек» (1975) Л. Браусевич и И. Карнаухова, «Зайка-Зазнайка» (1976) С. Михалкова, «Два клёна» (1977) Е. Шварца, «Сокровище Бразилии» (1978) М. Машаду, «Король Пиф-Паф, но не в этом дело» В. Коростылёва (1979), «Сказка о злых лгунах и четырёх смельчаках» (1980) Ю. Проданова и Б. Бреева, «Кошка, которая гуляла сама по себе» (1983) Р. Киплинга, «Кот в сапогах» (1986) Ш. Перро, «Тайны старого леса» (1989) Н. Метальникова, «Баба Яга и два клёна» (1996) Е. Шварца, «Приключения кота Леопольда»(1997) А. Хайта, «Сказка о царе Салтане» (1999) по А. С. Пушкину, «Колдун „Ух-Ты“ и маленькая фея» (2000) В. Рабадана, мюзикл «Тайна матушки Бузины» (2001) по Г. Х. Андерсену, «Кощей Бессмертный и Василиса Прекрасная» (2001) С. Прокофьевой и Г. Сапгир, «Андрей стрелок и Марья голубка» (2001) С. Прокофьевой и И. Токмаковой, «Белоснежка и семь гномов» (2002) по братьям Гримм — вот далеко не полный перечень спектаклей для детей. Многие юные зрители, побывавшие на этих спектаклях, стали впоследствии горячими поклонниками театра.
В 2005 году народным артистом России, лауреатом государственной премии России А. Ивановым под эгидой Центра поддержки русских театров за рубежом, организованного Союзом театральных деятелей РФ при поддержке администрации президента России в театре поставлен спектакль "Вечно живые" В. Розова .
В 2013 году режиссер Б. Аксёнов по приглашению руководства театра, приехал из Германии и поставил спектакль «Чужая жена и муж под кроватью» по Ф. М. Достоевскому.
Известные критики и журналисты Молдовы и других стран не раз писали о его спектаклях: А. Камаровский, И. Шведов, Ю. Эдлис, В. Субботин, К. Королёв, В. Широкий, Н. Жегин, Н. Крымова, И. Патрикеева, В. Рожковский, Н. Рожковская, М. Дрейзлер, Т. Шмундяк, Л. Латьева, И. Рейдерман, А. Смелянский, Л. Дорош, С. Реутова, Л. Шорина, А. Кутырёва, В. Склярова, О. Гарусова, А. Коркина, О. Беженару, А. Каждан, В. Смирнов, С. Голер, С. Соловьёва, А. Червинская, П. Аникин, Н. Розамирина, О. Нетупская, А. Аглаюн, А. Злотник, В. Семёнов и другие.
Главными режиссёрами театра в разное время были заслуженные деятели искусств РСФСР В. Галицкий, Н. Басин, Я. Цициновский, заслуженные деятели искусств МССР Е. Венгре, В. Аксёнов, Н. Аронецкая, В. Апостол, Н. Бецис, заслуженный деятель искусств Татарской АССР И. Петровский, К. Ведерников, В. Головин, М. Шнайдерман, И. Тодоров, М. Абрамов, А. Баранников, «Maestru în artă al RM» Вячеслав Мадан.
Ставили спектакли режиссёры народные артисты Молдавской ССР Ю. Соколов и В. Стрельбицкий, Заслуженные артисты Молдовы Б. Аксёнов и А. Умрихин, Заслуженный деятель искусств Молдавской ССР Р. Розенберг, Заслуженный деятель искусств РСФСР М. Поляков, Е. Гадарский, М. Сухарев, Г. Григорян, В. Маринин. Одни из этих режиссёров искали и выявляли новые пути и возможности театра, другие хранили и продолжали его традиции, а третьи стремились соответствовать всем директивным параметрам «официального искусства».
Долгие годы заведующим музыкальной частью театра был А. Карасик, а затем заслуженный деятель искусств МССР В. Сливинский. С театром сотрудничали известные музыканты и композиторы заслуженные деятели искусств МССР профессор Л. Аксёнова, П. Ривилис, А. Сокирянский, «Maestru în artă al RM» Г. Чобану, пианист А. Аксёнов, композиторы В. Биткин, Е. Фиштик.
Не один спектакль оформили художники Л. Иванов, Васильев, М. Улановский, Д. Мордухович, В. Поляков, Н. Яковлев, А. Шубин, А. Фокин, К. Лодзейский, Б. Соколов, К. Фустерис, Б. Несведов, Н. Патрикеев, К. Чемеков, А. Жёлудев, С. Садовников, Е. Елица, Н. Силина.
На сцене театра долгие годы играли замечательные артисты, вписавшие яркие страницы в историю русского театра Молдавии: народная артистка Советского Союза Н. Н. Масальская, народные артисты Молдавии М. И. Бабкина, В. И. Белов, В. С. Бурхарт, В. С. Измайлов, Н. И. Каменева (художественный руководитель театра в 1992-1996 и в 2001—2007 годах), Д. Г. Лысенко, Ю. А. Соколов, В. А. Стрельбицкий, Е. Ф. Тодорашко, Л. В. Шутова, заслуженные артисты Молдавии Б. М. Аксёнов, А. П. Васильев, И. Т. Датский, Н. П. Донская, В. Я. Круглов, В. Е. Левинзон, М. Е. Миликов, С. М. Некрасов, В. В. Николаев, Е. Г. Ретнёва, И. И. Сологубенко, А. А. Умрихин, А. В. Филиппова, Л. Н. Хромова, Е. А. Цуркан, В. Г. Щебаков, заслуженные артистки России П. В. Конопчук, Э. Г. Зиганшина, Р. И. Андриуцэ-Кириллова.
В долгой творческой биографии театра были разные периоды, были и периоды спадов, из которых, казалось, не может быть выхода. Но неизменно приходило обновление. До сих пор, зрители со стажем, с теплотой вспоминают спектакли, поставленные прекрасными режиссёрами, где блистали великолепные актёры Кишиневского Государственного русского драматического театра им. А. П. Чехова.

## Администрация театра
- Юрий Матей — народный артист Молдавии, главный художник
- Валентина Гудевич — главный бухгалтер
- Дмитрий Коев — заслуженный артист Молдавии, режиссёр, актёр
- Иосиф Шац — народный артист Молдавии, режиссёр
- Сильвия Кожокару — мастер искусств Молдавии, заведующая художественно-постановочной частью
- Любовь Рощина — заслуженный деятель Молдавии, заведующая труппой, и. о. администратора
- Валентина Склярова — заведующая литературной частью
- Любовь Даналаки — помощник режиссёра
- Денис Перев — помощник режиссёра, актёр

## Труппа
- Константин Харет — Народный артист Молдовы
- Иосиф Шац — Народный артист Молдовы
- Юрий Андрющенко — Мастер искусств Молдовы
- Вера Марьянчик — Кобзак — Мастер искусств Молдовы
- Геннадий Бояркин — Заслуженный артист Молдавии
- Дмитрий Коев — Заслуженный артист Молдовы
- Марина Сташок — Заслуженная артистка Молдовы
- Руслана Гончарова — Заслуженная артистка Молдовы
- Валерий Брага — Заслуженный артист Молдовы
- Раиса Хаит — Заслуженная артистка Молдовы
- Геннадий Зуев — Мастер искусств Молдовы
- Владимир Кирюханцев — Мастер искусств Молдовы
- Людмила Колохина — Мастер искусств Молдовы
- Пётр Пейчев — Мастер искусств Молдовы
- Альбина Самарцева — Мастер искусств Молдовы
- Марианна Дроздова
- Ольга Мадан
- Наталья Корнигруца
- Ирина Тарасюк
- Инна Хоненко
- Арчил Иоселиани
- Николай НезлученкО
- Яна Лазарь
- Денис Перев
- Анна Горячка
- Марта Мадан
- Корнелия Шанцовая

## Репертуар
Большая сцена:
- «Торт для Наполеона» Иржи Губач
- «Белый кролик, или „Когда не все дома“» Мэри Чейз
- «Страсть Маддалены» Дон Нигро
- «Любовь под запретом» по мотивам повести А. С. Пушкина «Барышня-крестьянка»
- «Одна ночь с Дон Жуаном» Эрик-Эмманюэль Шмитт, М.Фриш «Таинственный особняк» Дон Нигро
- «Примадонны, или в театре только девушки» К.Людвиг
- «Дураки» Н.Саймон
- «Идущие по небу» по мотивам пьесы К.Хиггинса «Гарольд и Мод»
- «Селфи со склерозом» А.Володарский
- «Пришел мужчина к женщине» С.Злотников
- «Привет с того света, или „Будьте здоровы“» П.Шено
- «Чужая жена и муж под кроватью» Ф. М. Достоевский
- «Чайка» А. П. Чехов
- «Очень простая история» М.Ладо
- «Собачье сердце» М. Булгаков
- «Ужин по-французски» М.Камолетти
- «Ревизор» Н. В. Гоголь
- «Слишком женатый таксист» Р. Куни
- «Браки поневоле, или школа жён и мужей» Ж-Б. Мольер
- «Свободная любовь» Л.Герш
- «Поминальная молитва» Г.Горин

Малая сцена:
- «Чужая кровь» по повести Б.Лавренева «Сорок первый»
- «Без тормозов» Е.Латий, В.Романов, Ю.Музыка
- «Три жизни Айседоры Дункан» З.Сагалов
- «Русский характер» по произведениям А.Толстого, К.Паустовского, В.Шукшина, Е.Евтушенко
- «Белые ночи» Ф.Достоевский

Детские спектакли:
- «Аленький цветочек» по мотивам сказки С.Аксакова
- «Бременские музыканты» по мотивам сказки братьев Гримм
- «Волшебник Изумрудного города» по мотивам повести А.Волкова
- «Чебурашка и цирк» по мотивам книги Э.Успенского
- «Золушка» по пьесе Т.Габбе «Хрустальный башмачок»
- «Снежная королева» Е.Шварц
- «38 попугаев» Г.Остер
- «Малыш и Карлсон» А.Лингдрен
- «Золотой ключик» А.Толстой
- «Белоснежка и семь гномов» по мотивам сказки братьев Гримм